# St. Sebastian (Leuchtenberg)

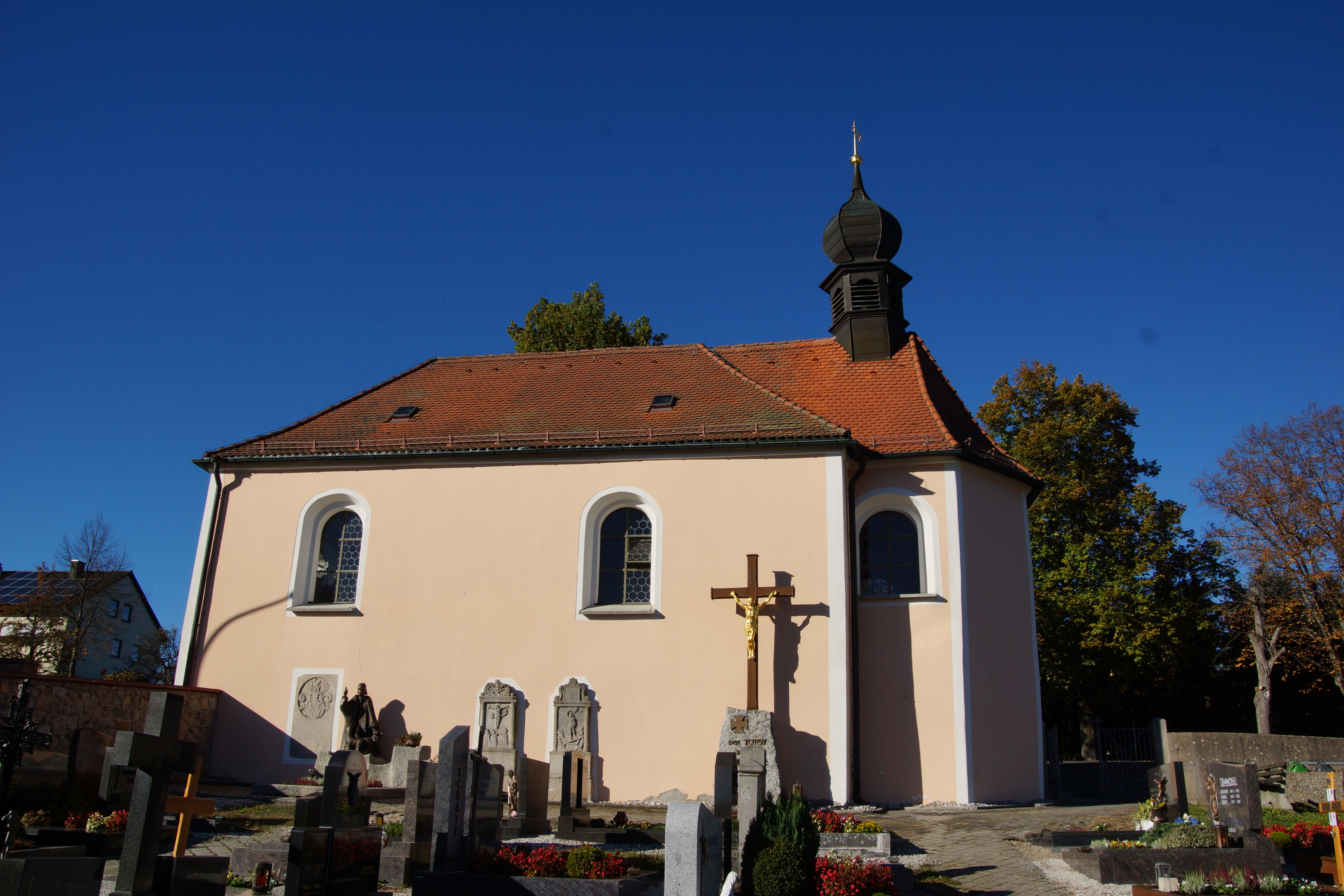
St. Sebastian (Leuchtenberg)

Die Friedhofskapelle St. Sebastian ist ein römisch-katholisches Kirchengebäude im Markt Leuchtenberg im Landkreis Neustadt an der Waldnaab in der Oberpfalz. Das Bauwerk ist unter der Denkmalnummer D-3-74-132-15 als Baudenkmal in die Bayerische Denkmalliste eingetragen.

## Beschreibung
Die Kapelle wurde 1740/41 für den Ende des 16. Jahrhunderts eingerichteten Friedhof erbaut. Im Osten ihres Langhauses befindet sich ein eingezogener, dreiseitig geschlossener Chor, aus dessen Dach sich ein sechseckiger Dachreiter erhebt, der den Glockenstuhl mit einer Kirchenglocke beherbergt, und der mit einer Zwiebelhaube bedeckt ist.
Der Innenraum des Langhauses ist mit einer stuckierten Flachdecke überspannt. Zur Kirchenausstattung gehört ein Hochaltar, der von Säulen flankiert wird.